# طرناي

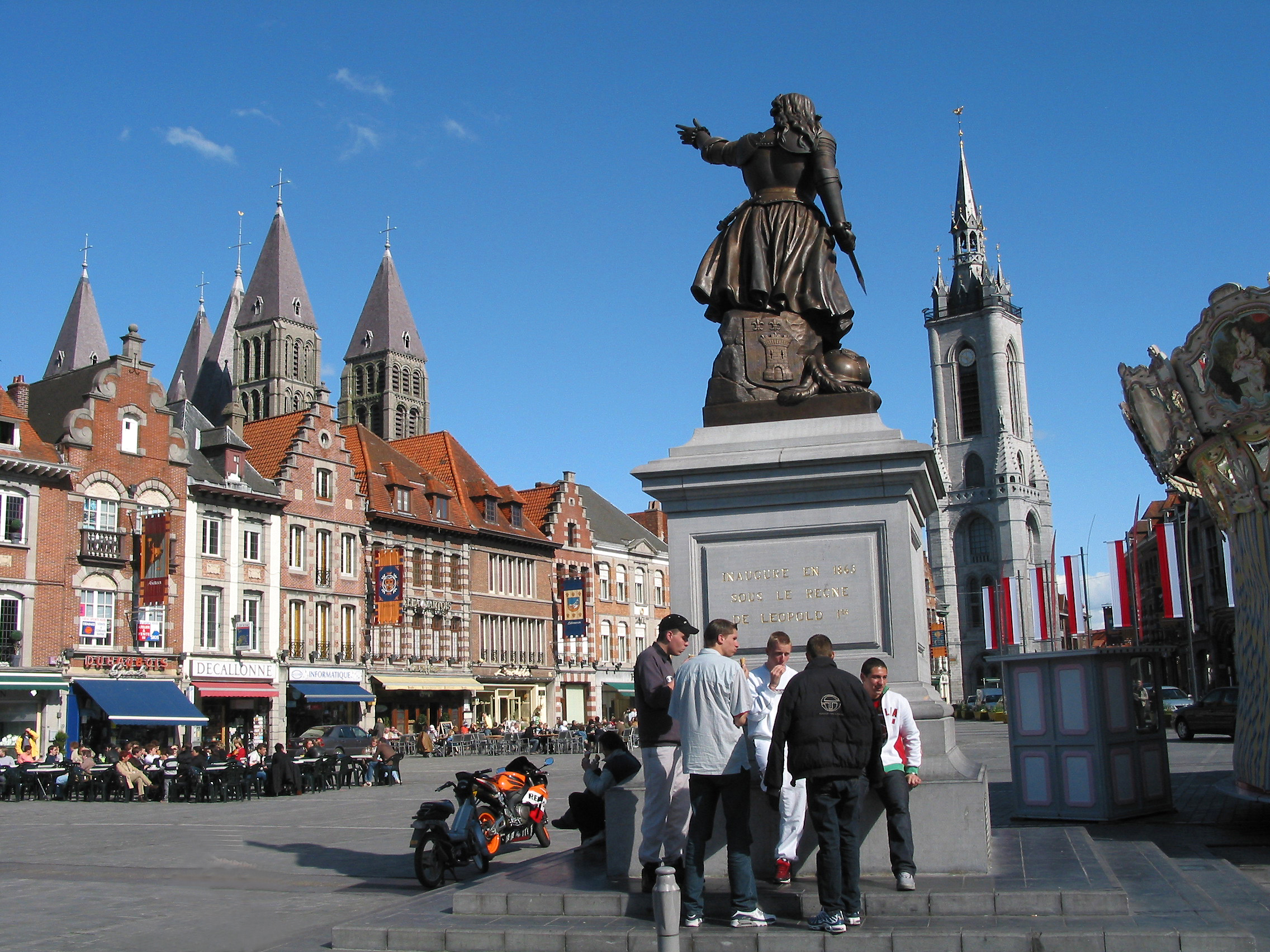
الساحة الكبرى بطرناي، تظهر بالخلفية كتدرائية طرناي.

طُرنَاي أو تُورِنَاي (بالفرنسية: Tournai، بالإنجليزية: Tournai، بالهولندية: Doornik، بالألمانية: Dornick) هي مدينة بلجيكية ناطقة بالفرنسية، تقع في الإقليم الفلوني.

## معرض صور

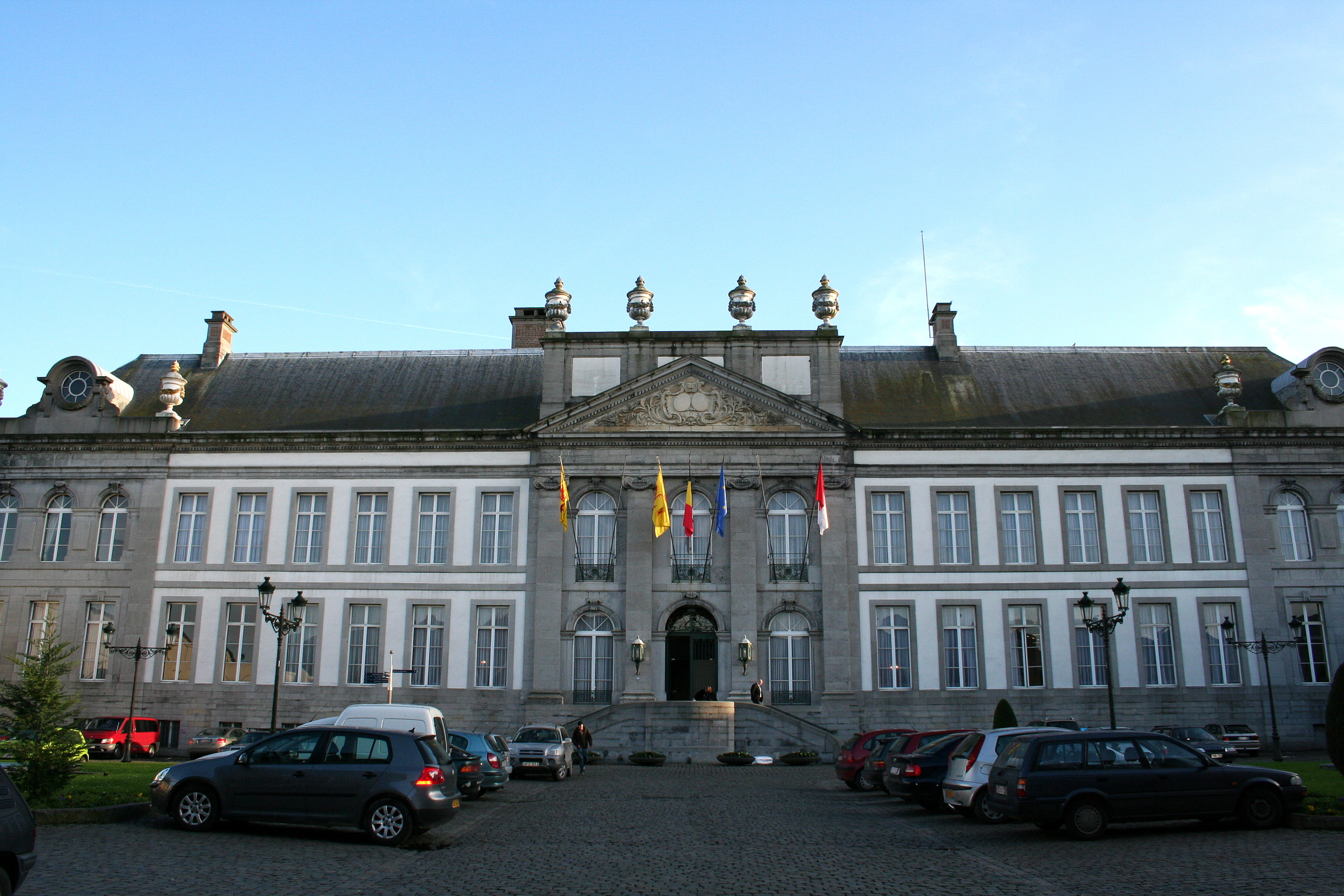
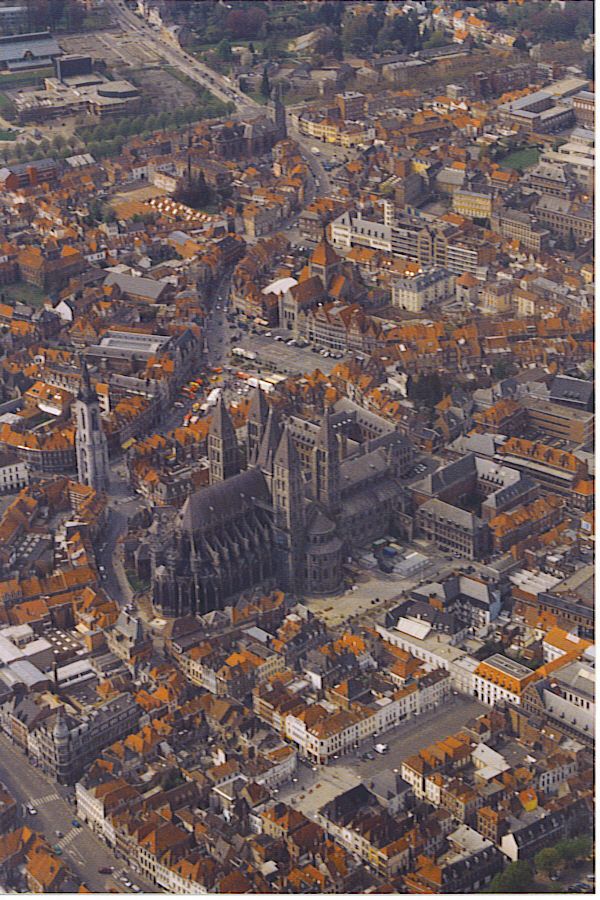
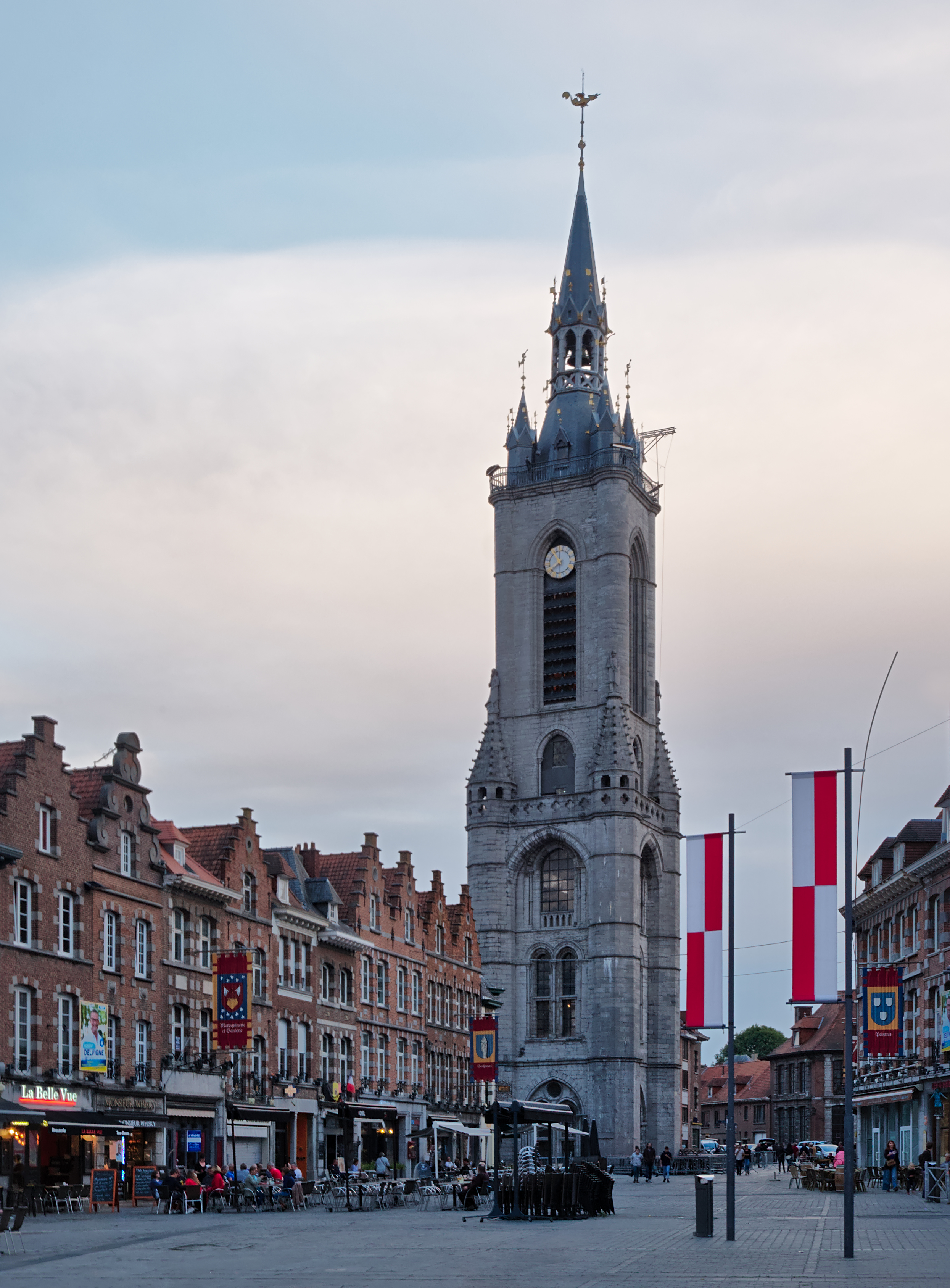
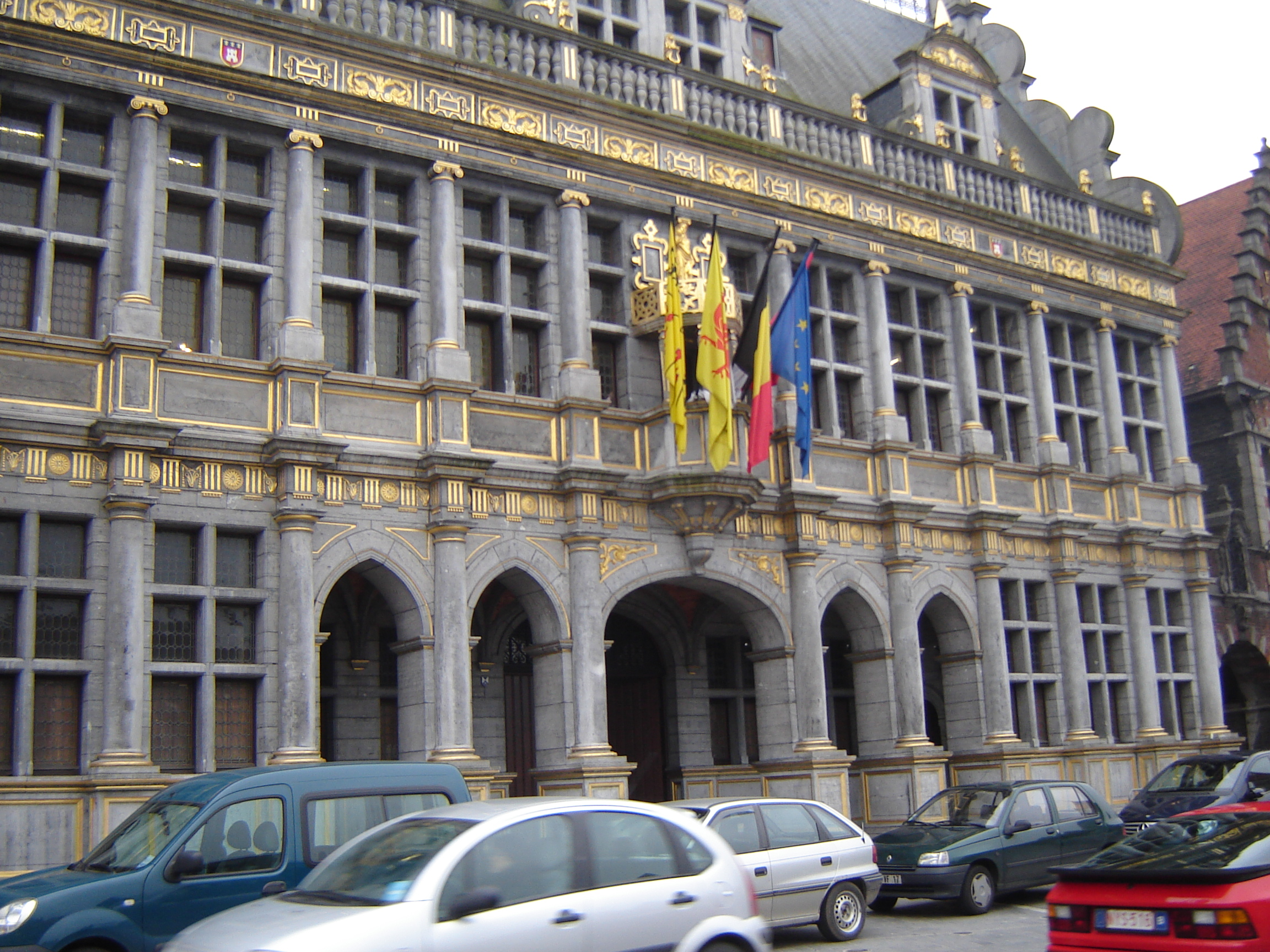
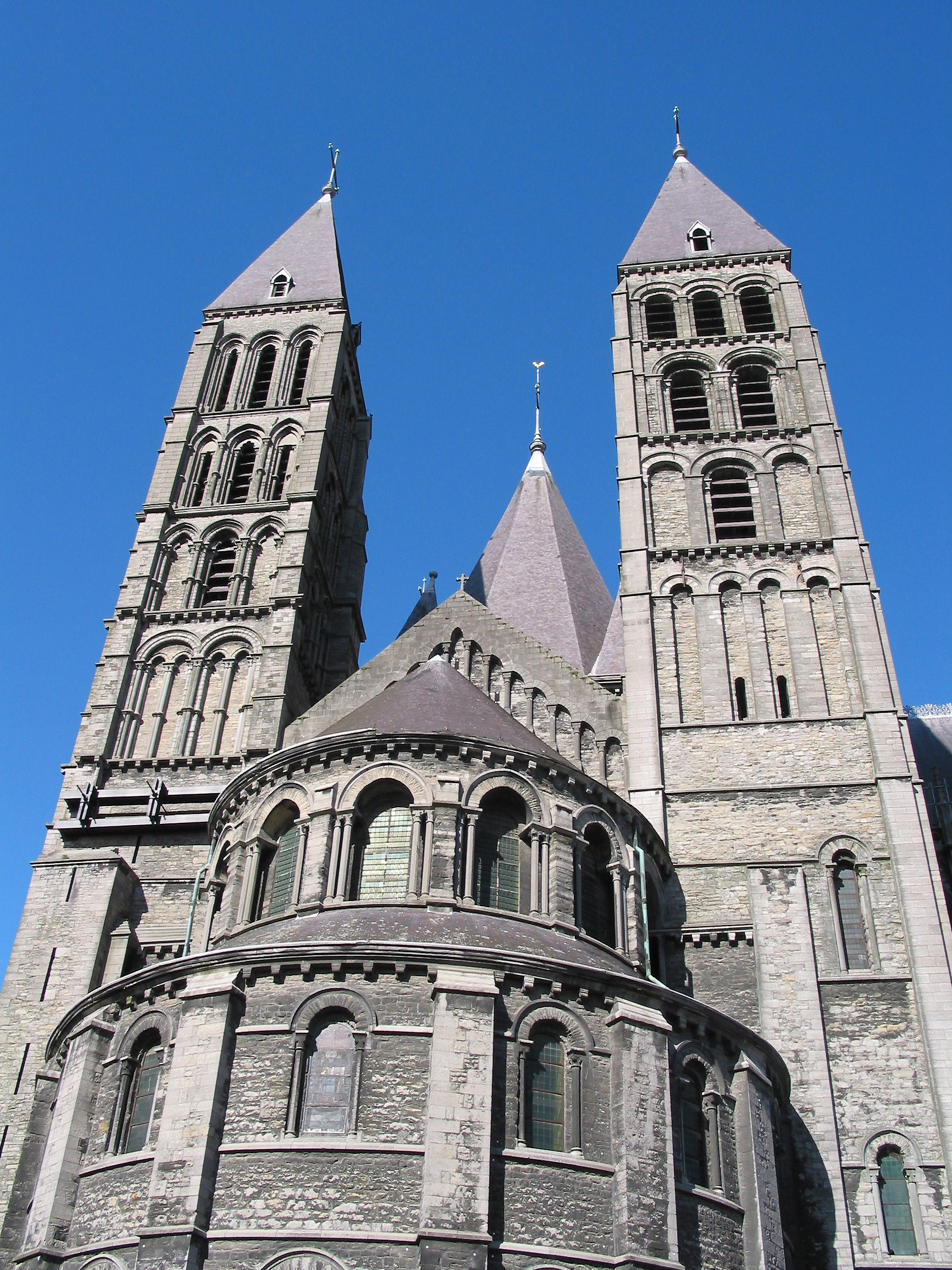
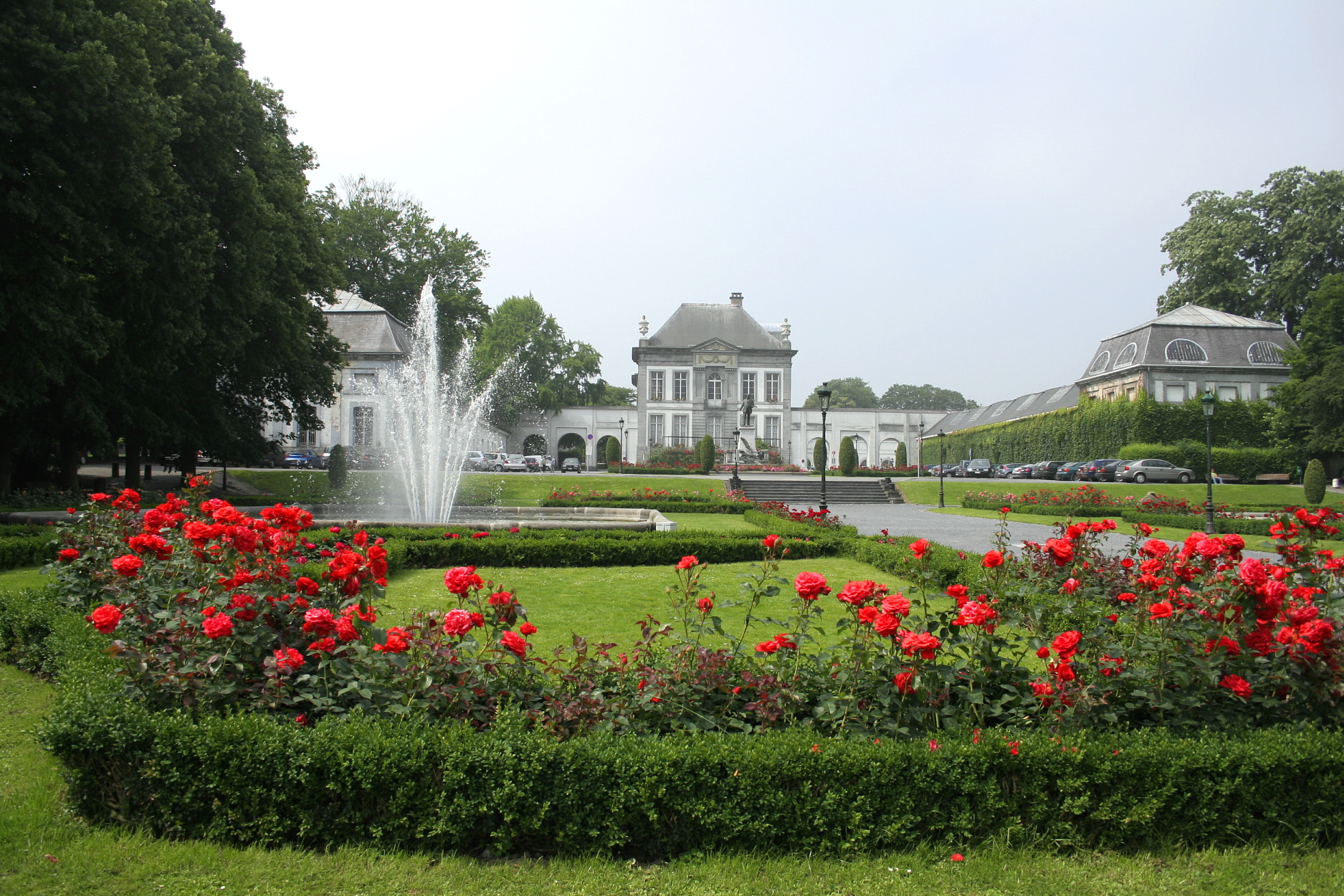

## توأمة
لطُرنَاي اتفاقيات توأمة مع كل من:
- تروا
- كانتربيري

## أعلام
- لوران دوبواتر
- غابرييل بيتي
- كلوفيس الأول
- برتيليمي شارل جوزيف دو مورتييه
- جورج رودنباخ
- هنري جوليان ألارد
- هيو لوغان
- جوليان رييس
- شيلديريك الأول